# 十批判書
《十批判書》，郭沫若著作。全書收錄10篇論文，2篇後記。1945年9月于重庆群益出版社初版。

## 写作
《十批判书》由古代研究的自我批判、孔墨的批判、儒家八派的批判、稷下黄老学派的批判、庄子的批判、荀子的批判、名辩思潮的批判、前期法家的批判、韩非子的批判、吕不韦与秦王政的批判10篇文章集成。1945年由重慶群益出版社印行，1968年10月31日，毛澤東在中國共產黨擴大的八屆十二中全會閉幕會上当着郭沫若的面說：「你那個《十批判書》，崇儒反法，在這一點上我也不那麼贊成。」

## 争议
錢穆的弟子余英時曾表示《十批判書》有抄襲錢穆《先秦諸子繫年》之嫌，得出結論：「《十批判書》中至少有五批判書（儒家八派的批判，稷下黃老學派的批判，名辯思潮的批判，前期法家的批判，呂不韋與秦王政的批判）是基本上根據《繫年》的論旨和資料而立論的。其他各篇雖然沒有這樣嚴重，但抄襲的痕跡卻也處處可見。上舉抄襲，不僅是資料的，而且還是見解的；不僅是部分的偶然的，而且還是全面的、根本的」。但社科院历史所的翟清福、耿清珩對余英時的抄襲說予以批駁。

## 内容
《十批判書》認為「秦始皇把六國兼併了以後，是把六國的奴隸主和已經解放了的人民，又整個化為了奴隸。」毛澤東很反對《十批判書》，並有一詩《讀〈封建論〉呈郭老》。
文革晚期，基於毛澤東與文革派提倡「儒法鬥爭」，針對《十批判書》崇儒反法，四人幫之一的張春橋曾到郭沫若家，企圖批鬥郭沫若，但郭沫若說了「這篇文章是針對蔣介石」以後，使張春橋無奈離去，而江青亦同樣到郭沫若家大吵大鬧，郭沫若亦因此病倒住院。
《十批判书》是《青铜时代》的姊妹篇，《十批判书》重于评论，《青铜时代》则重于考证。1982年收入《郭沫若全集·历史编》第2卷。